# ブリティッシュスーパーバイク選手権
ブリティッシュスーパーバイク選手権（ブリティッシュスーパーバイクせんしゅけん、英: British Superbike Championship、略称:BSB）は、オートバイによるモータースポーツ。公道用市販車によるロードレースイギリス選手権。日本で報道されることは少なかったが、2003年に加賀山就臣が、2004年に清成龍一がフル参戦を開始したことから日本でも注目されるようになる。BSB独自のポイントとして、2010年から採用された『ザ・ショーダウン』が挙げられる。これは終盤のチャンピオン争いを演出する為に導入されたもので、第9戦終了時点でのランキング上位6名のポイントを一旦リセット。6名共に500ポイントからスタートし、残り3戦で最も多くポイントを獲得したものがチャンピオンとなるシステムである。導入初年度の2010年にこの年にBSBに復帰した清成龍一が、このザ・ショーダウンによって逆転で3度目となるシリーズチャンピオンを獲得している。また、もう一つの特徴として、ワンメイクECUによって制御されることから、トラクションコントロールなどのライダーエイドデバイスの使用が禁止されている事もあげられる。

## 歴代チャンピオン
| 年     | クラス            | ライダー               | メーカー   |
| ------ | ----------------- | ---------------------- | ---------- |
| 1984年 | 500cc             | ワイン・ガードナー     | ホンダ     |
| 1985年 | 500cc             | ロジャー・マーシャル   | ホンダ     |
| 1986年 | TT-F1             | マーク・フィリップス   | スズキ     |
| 1987年 | 1300cc            | ロジャー・マーシャル   | スズキ     |
| 1988年 | TTF1              | ダレン・ディクソン     | スズキ     |
| 1989年 | 750ccTT-F1        | スティーブ・スプレイ   | ノートン   |
| 1990年 | 750ccTT-F1        | テリー・ライマー       | ヤマハ     |
| 1991年 | 750ccTT-F1        | ロブ・マッケルニ       | ヤマハ     |
| 1992年 | 750cc             | ジョン・レイノルズ     | カワサキ   |
| 1993年 | TT スーパーバイク | ジェームズ・ウィザム   | ヤマハ     |
| 1994年 | TT スーパーバイク | イアン・シンプソン     | ノートン   |
| 1995年 | スーパーバイク    | スティーブ・ヒスロップ | ドゥカティ |
| 1996年 | スーパーバイク    | ニール・マッケンジー   | ヤマハ     |
| 1997年 | スーパーバイク    | ニール・マッケンジー   | ヤマハ     |
| 1998年 | スーパーバイク    | ニール・マッケンジー   | ヤマハ     |
| 1999年 | スーパーバイク    | トロイ・ベイリス       | ドゥカティ |
| 2000年 | スーパーバイク    | ニール・ホジソン       | ドゥカティ |
| 2001年 | スーパーバイク    | ジョン・レイノルズ     | ドゥカティ |
| 2002年 | スーパーバイク    | スティーブ・ヒスロップ | ドゥカティ |
| 2003年 | スーパーバイク    | シェーン・バーン       | ドゥカティ |
| 2004年 | スーパーバイク    | ジョン・レイノルズ     | スズキ     |
| 2005年 | スーパーバイク    | グレゴリオ・ラビッラ   | ドゥカティ |
| 2006年 | スーパーバイク    | 清成龍一               | ホンダ     |
| 2007年 | スーパーバイク    | 清成龍一               | ホンダ     |
| 2008年 | スーパーバイク    | シェーン・バーン       | ドゥカティ |
| 2009年 | スーパーバイク    | レオン・キャミア       | ヤマハ     |
| 2010年 | スーパーバイク    | 清成龍一               | ホンダ     |
| 2011年 | スーパーバイク    | トミー・ヒル           | ヤマハ     |
| 2012年 | スーパーバイク    | シェーン・バーン       | カワサキ   |
| 2013年 | スーパーバイク    | アレックス・ロウズ     | ホンダ     |
| 2014年 | スーパーバイク    | シェーン・バーン       | カワサキ   |
| 2015年 | スーパーバイク    | ジョシュ・ブルックス   | ヤマハ     |
| 2016年 | スーパーバイク    | シェーン・バーン       | ドゥカティ |
| 2017年 | スーパーバイク    | シェーン・バーン       | ドゥカティ |
| 2018年 | スーパーバイク    | レオン・ハスラム       | カワサキ   |
| 2019年 | スーパーバイク    | スコット・レディング   | ドゥカティ |
| 2020年 | スーパーバイク    | ジョシュ・ブルックス   | ドゥカティ |
| 2021年 | スーパーバイク    | タラン・マッケンジー   | ヤマハ     |
| 2022年 | スーパーバイク    | ブラッドリー・レイ     | ヤマハ     |
| 2023年 | スーパーバイク    | トミー・ブライドウェル | ドゥカティ |
| 2024年 | スーパーバイク    | カイル・ライド         | ヤマハ     |